# Troiano (personaggio)
Troiano è un personaggio letterario, appartenente al ciclo carolingio.
Re saraceno di Biserta, secondo la tradizione romanzesca viene ucciso da Orlando in Provenza. Il figlio Agramante per vendicare la sua morte invade la Francia, governata da Carlo Magno.
Troiano appare nella Canzone d'Aspromonte. Viene poi citato nell'Orlando innamorato di Matteo Maria Boiardo e nell'Orlando furioso di Ludovico Ariosto. In quest'ultimo poema la donna guerriera Marfisa, cresciuta nella fede musulmana, scopre che suo padre era stato ucciso da Troiano: inorridita abbandonerà Agramante, facendosi quindi cristiana.